# Кэш: Автобиография
«Кэш: Автобиография» (англ. Cash: The Autobiography) — автобиография кантри-музыканта Джонни Кэша, выпущенная в 1997 году. Кэш написал эту книгу в соавторстве с Патриком Карром - журналистом, специализирующимся на кантри-музыке.
Автобиография легла в основу биографического фильма «Переступить черту» 2005 года.
В 2025 году книга была впервые переведена на русский язык Алексом Керви. В русском переводе вышла под названием «Джонни Кэш. Автобиография. Стихи.»

## Первое издание
- San Francisco: Harper San Francisco[англ.]. ISBN 0-06-251500-4

## Обзоры
- Kirkus Reviews, October 1, 1997.

- Tom Graves (21 декабря 1997). Review: Cash: The Autobiography by Johnny Cash with Patrick Carr. The New York Times Book Review.